# Karin Karlsson-Rosell
Jenny Karolina "Karin" Karlsson-Rosell, född 18 januari 1897 i Smålands Gällaryd, död 31 januari 1979 i Värnamo, var en svensk målare.
Hon var dotter till lantbrukaren Otto Karlsson och Ida Johansson och från 1949 gift med Anders Johan Rosell. Hon studerade vid Konsthögskolan i Stockholm 1924–1930 samt under studieresor till Italien, Paris, England och Norge. Hon medverkade i samlingsutställningar med Sveriges allmänna konstförening. Separat ställde hon ut i Värnamo och Tranås. Hennes konst består av porträtt, landskapsmålningar samt blomsterstilleben i ett naturalistiskt maner. Karlsson-Rosell är representerad vid Uppsala universitet. 